# Nob Hill (San Francisco)

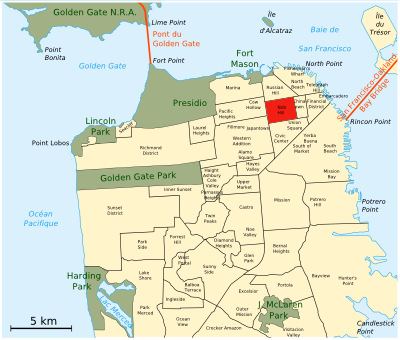
Situación del barrio de Nob Hill en la ciudad de San Francisco.

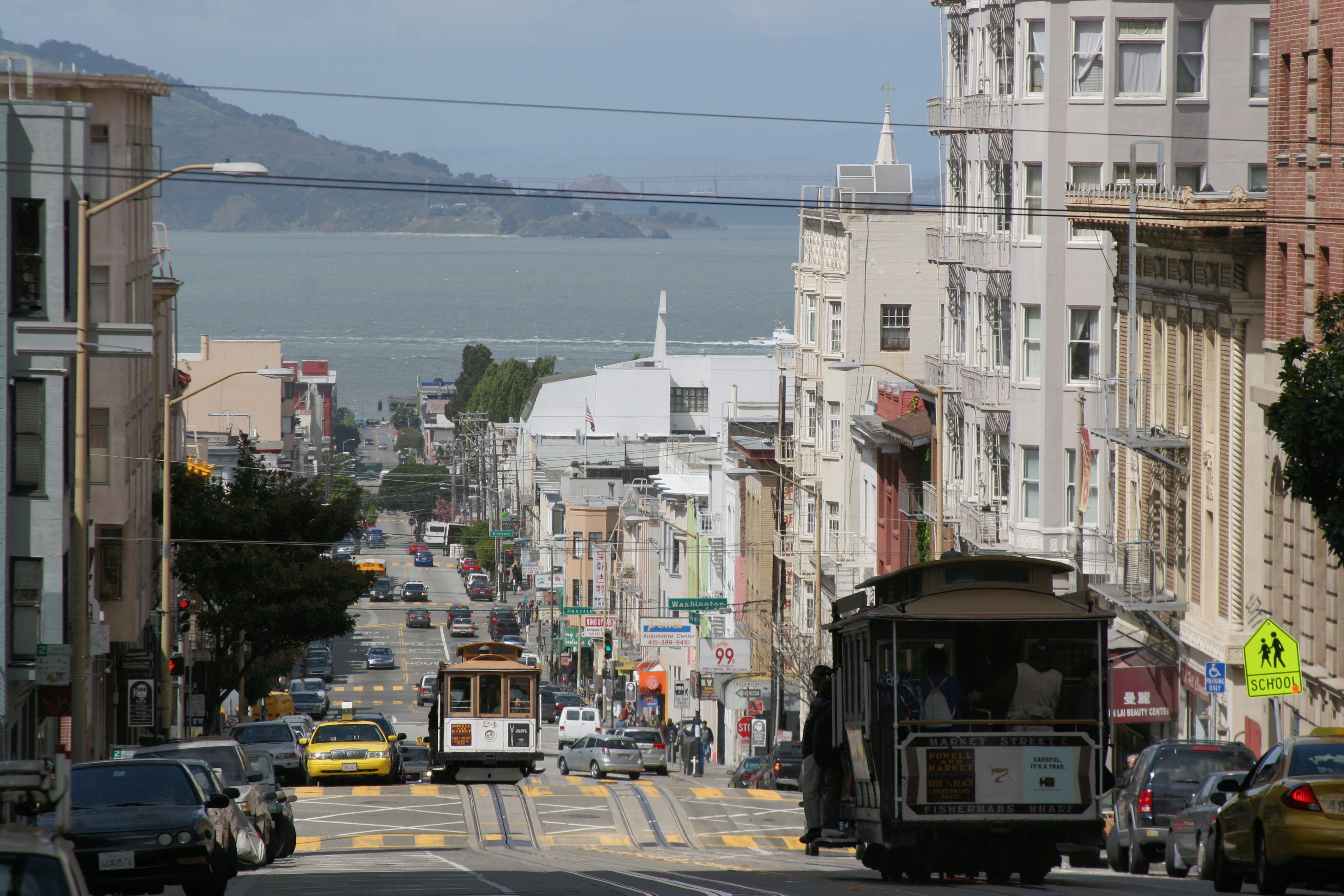
Vista de barrio de Nob Hill.

Nob Hill es un barrio de San Francisco, California contiguo a la intersección de las calles California y Powell. Es una de las 44 colinas de San Francisco, y una de las originales "Siete Colinas".

## Localización
Nob Hill se encuentra situado ligeramente al noroeste, aproximadamente entre las intersecciones de las calles Jones y Sacramento. Al sur de Nob Hill se encuentra el distrito comercial de Union Square, el barrio de Tenderloin y Market Street. Al este se ubica el Chinatown de San Francisco y, un poco más alejado, el distrito financiero. Al noroeste de Nob Hill está North Beach y Telegraph Hill. Por su parte, en el norte de Nob Hill está Russian Hill y, finalmente, los centros turísticos costeros de Pier 39 y Fisherman's Wharf.

## Atracciones
Nob Hill es un barrio acomodado en San Francisco, hogar de familias de clase alta así como de un sector joven y urbano de la población. También abundan los habitantes chinos, que comienzan a sobrepasar los límites de Chinatown al este. En ocasiones, el barrio es conocido como Snob Hill (de hecho, "nob" es un término de la jerga estadounidense que significa "persona rica y distinguida", posiblemente influido por la palabra "nabob", y su similar "snob"). En la intersección de California y Powell Street se erigen cuatro hoteles notables de la ciudad: el Fairmont Hotel, el Intercontinental Mark Hopkins Hotel, el Stanford Court y el Huntington Hotel.
Frente al Fairmount Hotel y el Pacific Union Club se encuentra la Catedral Grace, una de las catedrales más grandes de la ciudad. Muy próximo a este edificio de culto se encuentra un templo masónico.

## Imágenes

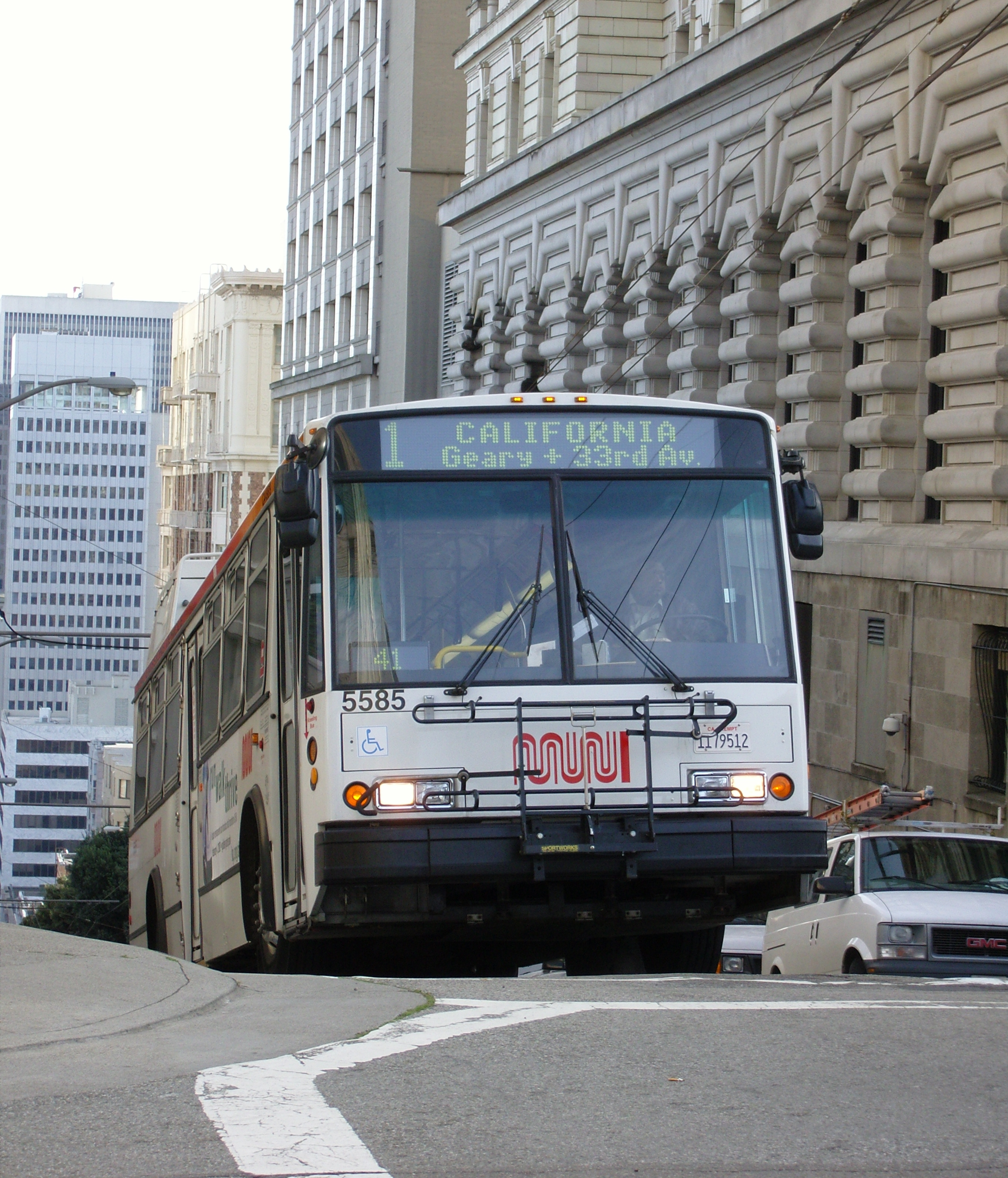
MUNI bus ascendiendo la colina
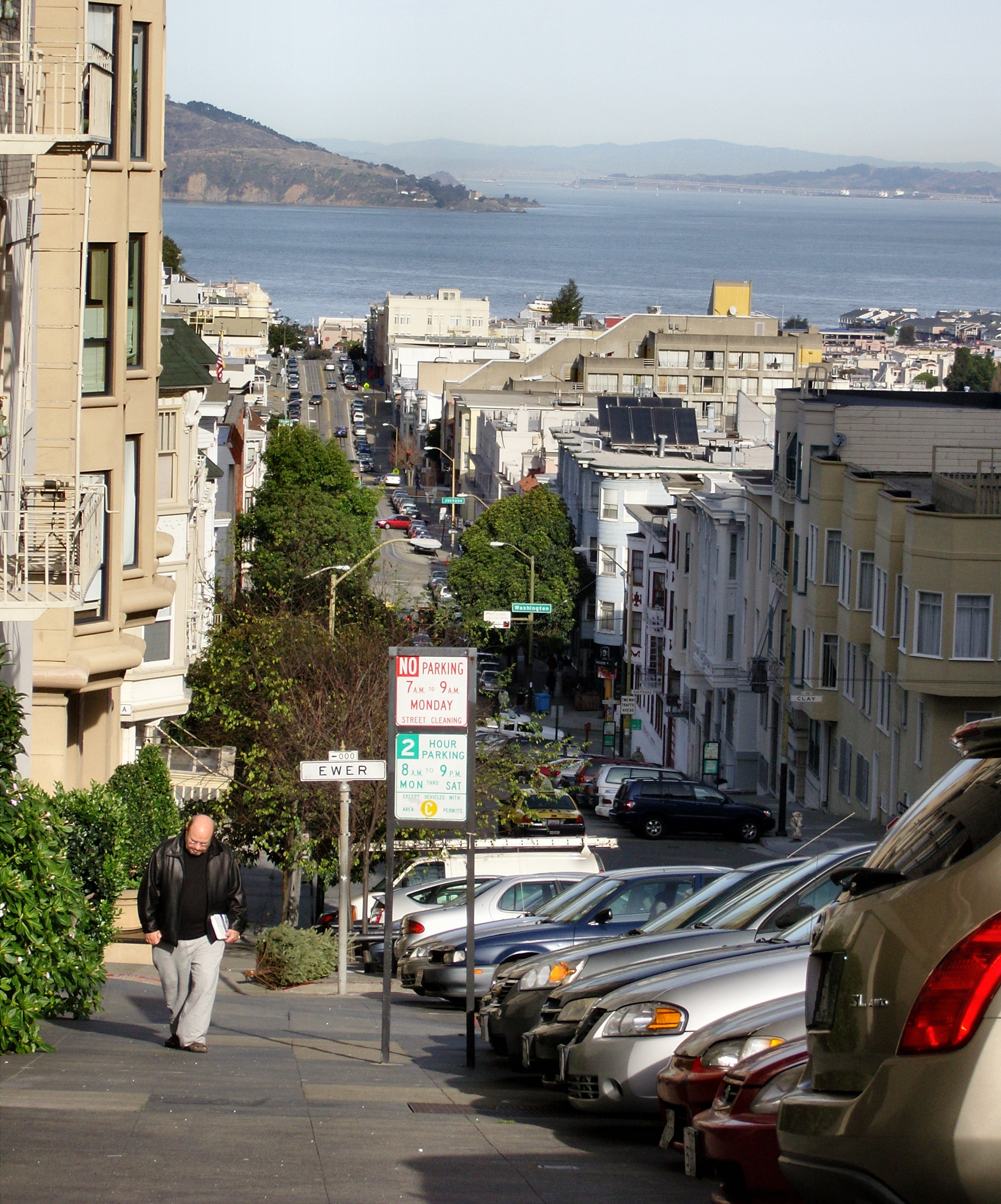
Vista desde Nob Hill
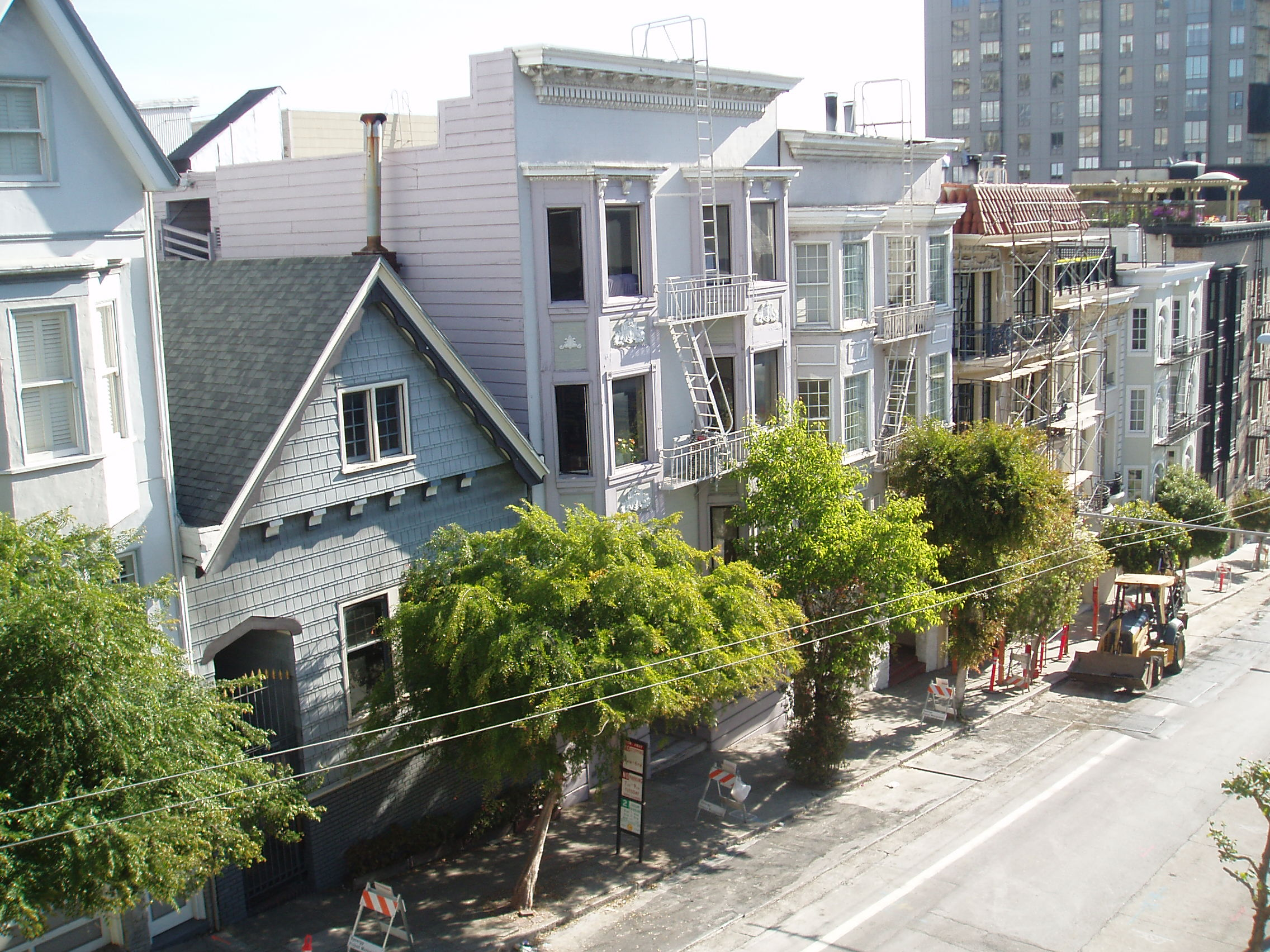
Viviendas características del barrio
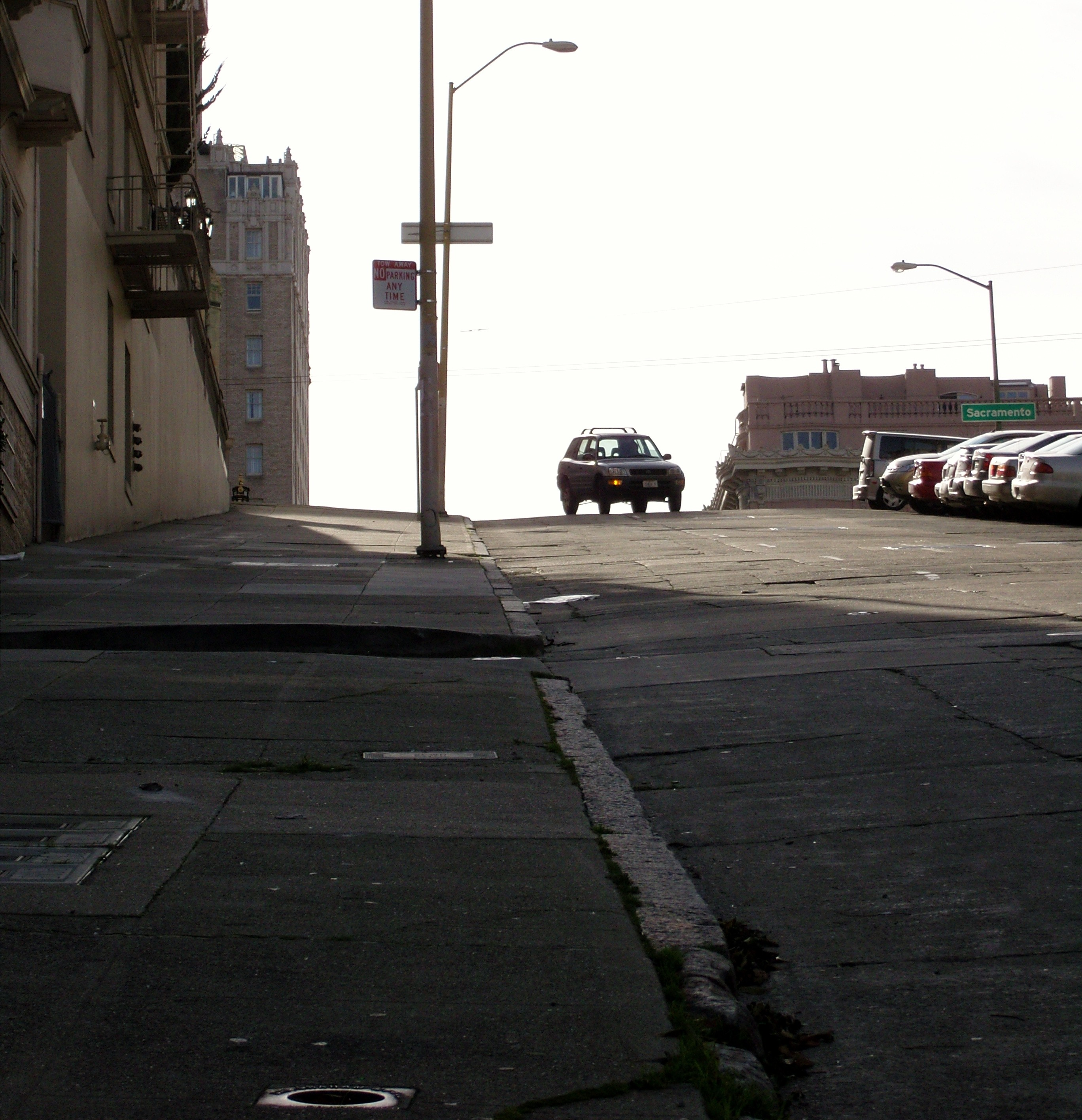
Nob Hill
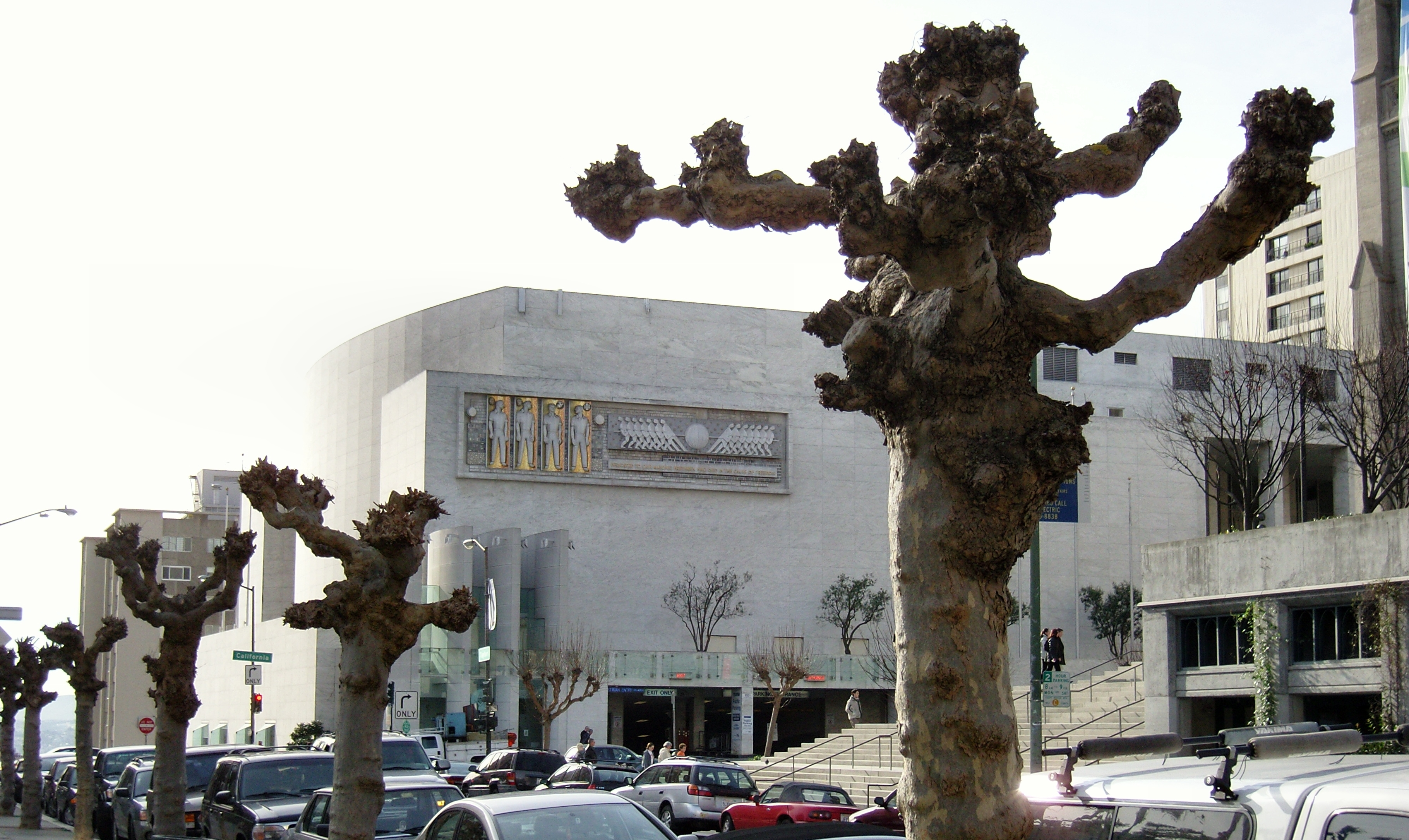
Templo masónico
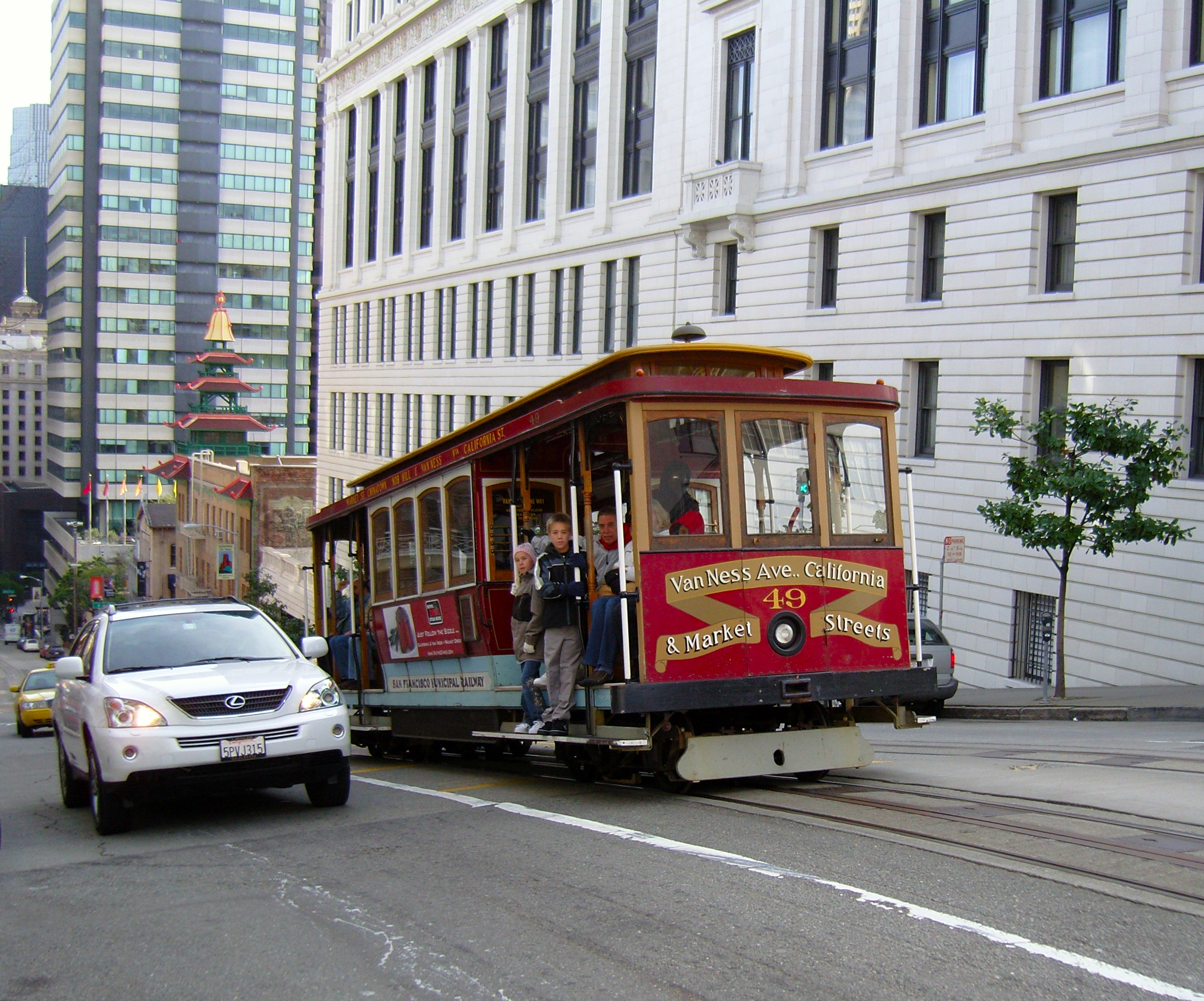
Un tranvía ascendiendo a Nob Hill
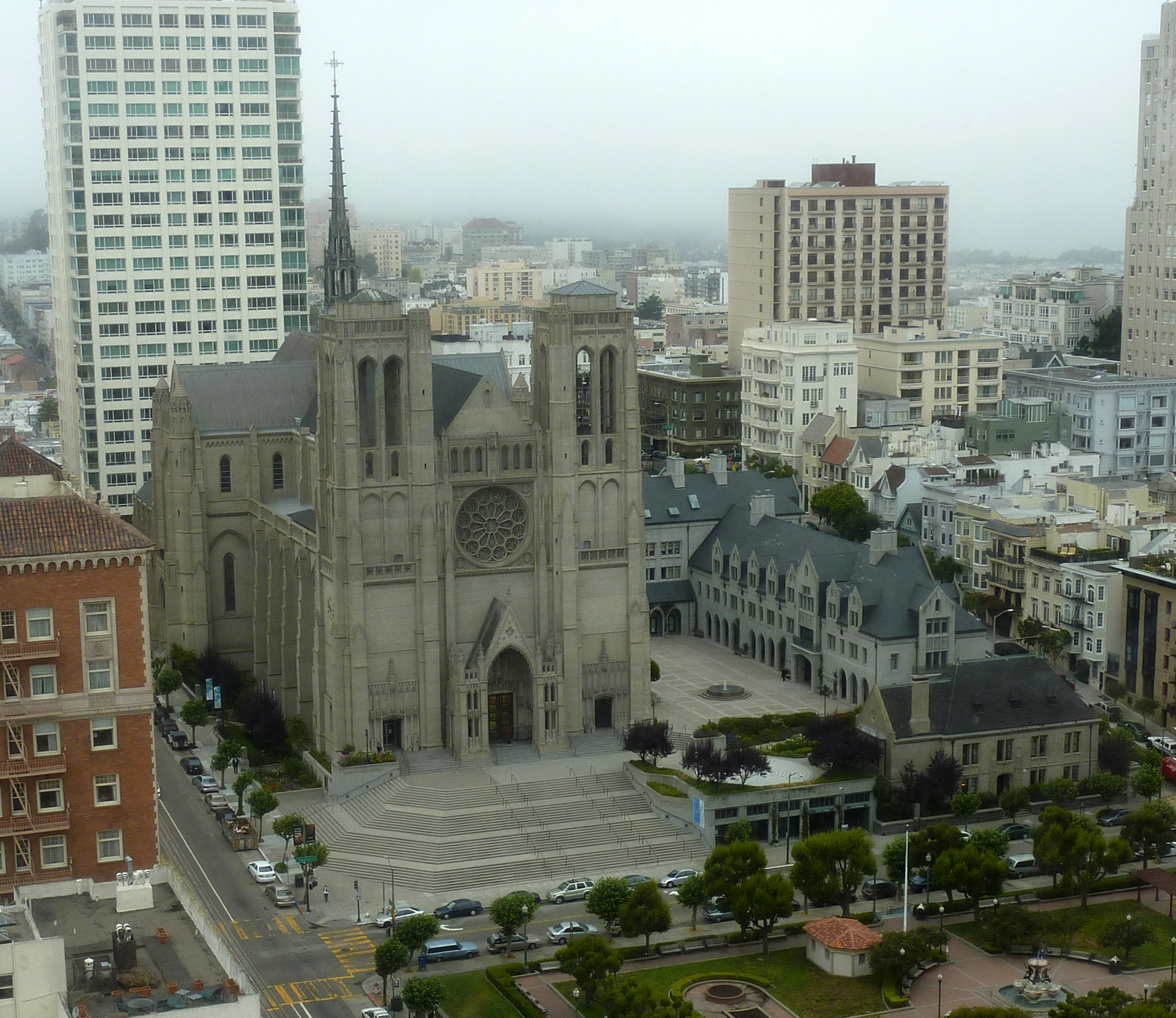
Catedral Grace
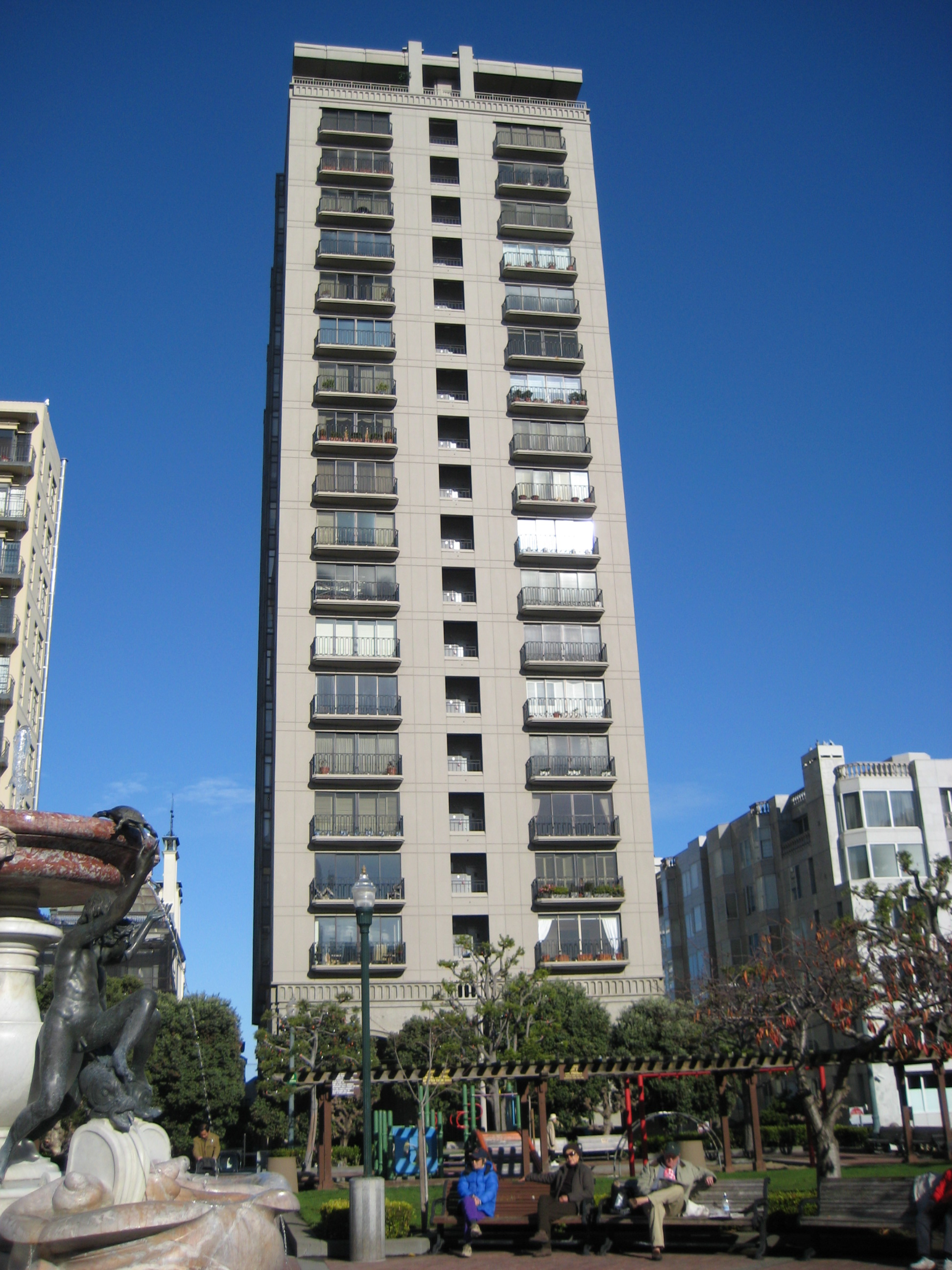
Un edificio de apartamentos cerca de Huntington Park